# Скирта, Дмитрий Анатольевич
Дми́трий Анато́льевич Скирта́ (р. 29 октября 1972 года) — казахстанский актёр театра и кино, театральный режиссёр. Заслуженный артист Республики Казахстан (1998).

## Биография
Родился в 1972 году в Курске. В возрасте семи лет начал выступать в детском кукольном театре, позднее пришёл в самодеятельный театр города Курска «Ровесник». После окончания школы поступил в Иркутское театральное училище.
В 1992 году окончил театральное училище с красным дипломом, по приглашению приехал в Казахстан, в алматинский театр «Бенефис».
В 1994 году попал в труппу Государственного академического русского театра для детей и юношества имени Н. Сац к режиссёру Борису Преображенскому. Сыграл в ТЮЗе около 40 ролей. Ведущий мастер сцены. Также сотрудничал в качестве приглашенного актёра с Русским театром драмы имени Лермонтова, театром «ARTиШОК» и др.
В конце 2011 года покинул ТЮЗ из-за конфликта с руководством. С 2012 года — актёр Государственного академического русского театра драмы имени Лермонтова.
В качестве режиссёра работал в Государственном академическом русском театре для детей и юношества имени Н. Сац, Республиканском немецком драматическом театре, Республиканском государственном корейском театре музыкальной комедии, Государственном академическом русском театре драмы имени М. Ю. Лермонтова.
Снимается в кино с 1998 года. Популярность среди широкой аудитории приобрел благодаря первому казахстанскому телесериалу «Перекрёсток», где сыграл роль хирурга Никиты Полякова.
С 29 июня 2020 года — Художественный руководитель Государственного академического русского драматического театра имени М. Ю. Лермонтова.

## Роли в театре
|    | Год  | Театр                | Название                                                                         | Роль                              |
| -- | ---- | -------------------- | -------------------------------------------------------------------------------- | --------------------------------- |
| 1  | 1994 | ТЮЗ им. Сац          | И. Кальман «Я-Актриса»                                                           | Танцор                            |
| 2  | 1994 | ТЮЗ им. Сац          | А. Пушкин «Прими собранье пестрых глав..»                                        | Пушкин, Онегин                    |
| 3  | 1994 | ТЮЗ им. Сац          | Г. Остер «Клочки по закоулочкам»                                                 | Волк                              |
| 4  | 1994 | ТЮЗ им. Сац          | В. Смехов «Али-Баба и 40 разбойников»                                            | Ахмед                             |
| 5  | 1994 | ТЮЗ им. Сац          | А. Пушкин «Сказка о царе Салтане»                                                | Боярин, Коршун, Гвидон            |
| 6  | 1994 | ТЮЗ им. Сац          | М. Булгаков «Белый крест»                                                        | Николка, Алексей                  |
| 7  | 1995 | ТЮЗ им. Сац          | А. Дюма «Мадемуазель де Бель Иль»                                                | Шевалье д’Обиньи                  |
| 8  | 1995 | ТЮЗ им. Сац          | А. Пушкин «Ай да Балда!»                                                         | Пушкин, Бесенок                   |
| 9  | 1995 | ТЮЗ им. Сац          | Э. Казакевич «Двое в степи»                                                      | Огарков                           |
| 10 | 1995 | ТЮЗ им. Сац          | Лит. вариант, посвященный Абаю «Неизлечимая печаль мудреца»                      | Странник                          |
| 11 | 1995 | ТЮЗ им. Сац          | У. Шекспир «Гамлет»                                                              | Гамлет                            |
| 12 | 1996 | ТЮЗ им. Сац          | К. Чуковский «Муха-Цокотуха»                                                     | Жук, Комарик, Паук                |
| 13 | 1996 | ТЮЗ им. Сац          | А. Пушкин «Зависть»                                                              | Моцарт                            |
| 14 | 1997 | ТЮЗ им. Сац          | «Преображенские вечера»                                                          | Читает, поет                      |
| 15 | 1998 | ТЮЗ им. Сац          | А. Чехов «Чайка»                                                                 | Тригорин                          |
| 16 | 1998 | ТЮЗ им. Сац          | С. Прокофьева, И. Токмакова «Андрей Стрелок и Марья Голубка»                     | Кот Васька-Муська, Коршун, Чудище |
| 17 | 1998 | ТЮЗ им. Сац          | Т. Уильямс «Стеклянный зверинец»                                                 | Том                               |
| 18 | 1998 | ТЮЗ им. Сац          | «Мои шестидесятые»                                                               | Читает, поет, танцует             |
| 19 | 1998 | ТЮЗ им. Сац          | А. Мариенгоф «Шут Балакирев»                                                     | Шут Балакирев                     |
| 20 | 1999 | ТЮЗ им. Сац          | Музыкально-поэтический вечер, посвященный 200-летию А. С. Пушкина                | поет, читает, Пушкин              |
| 21 | 1999 | ТЮЗ им. Сац          | В. Балашов «Святому братству верен я…»                                           | Пушкин                            |
| 22 | 2000 | ТЮЗ им. Сац          | С. Маршак «Петрушка-Иностранец»                                                  | Отец Петрушки, Мороженщик         |
| 23 | 2000 | ТЮЗ им. Сац          | И. Симонова «Отпустите меня в Джунгли» (по мотивам сказочной повести Р.Киплинга) | Маугли                            |
| 24 | 2002 | ТЮЗ им. Сац          | Ю. Пронин «Шутейная потеха» (по мотивам сказок Б.Щергина)                        | Пронька                           |
| 25 | 2002 | ТЮЗ им. Сац          | Н. Гоголь «Беспримерная конфузия» («Ревизор»)                                    | Осип                              |
| 26 | 2003 | ТЮЗ им. Сац          | С. Михалков «Зайка-Зазнайка»                                                     | Волк                              |
| 27 | 2003 | ТЮЗ им. Сац          | Японская народная сказка «Когда расцветает сакура…»                              | Огненный черт                     |
| 28 | 2004 | ТЮЗ им. Сац          | С. Козлов «Золотой чай»                                                          | Хромой лис                        |
| 29 | 2005 | ТЮЗ им. Сац          | У. Шекспир «Двенадцатая ночь»                                                    | Фесте                             |
| 30 | 2005 | ТЮЗ им. Сац          | Г. Ефимова «Есть в памяти мгновения войны» Музыкально-поэтический спектакль      | читает, танцует, поет             |
| 31 | 2005 | ТЮЗ им. Сац          | Т. Габбе «Волшебные кольца Алманзора»                                            | Принц Альдебаран                  |
| 32 | 2007 | ТЮЗ им. Сац          | И. Бабель «Закат»                                                                | Левка                             |
| 33 | 2007 | ТЮЗ им. Сац          | А. Пушкин «Сказка о царе Салтане»                                                | Гонец                             |
| 34 | 2007 | ТЮЗ им. Сац          | А. Пушкин «Зависть» (восстановлен)                                               | Моцарт                            |
| 35 | 2008 | ТЮЗ им. Сац          | А. Вампилов «Утиная охота»                                                       | Зилов                             |
| 36 | 2009 | ТЮЗ им. Сац          | Е. Прасолов «Сказка о домбре, голубом цветке и золотом троне»                    | Кыскабай 2-й визирь               |
| 37 | 2009 | ТЮЗ им. Сац          | И. Бабель «Закат»                                                                | Боярский                          |
| 38 | 2010 | ТЮЗ им. Сац          | Г. Ефимова «Есть в памяти мгновения войны» Музыкально-поэтический спектакль      | читает, танцует, поет             |
| 39 | 2010 | ТЮЗ им. Сац          | Р. Куни «Слишком женатый таксист»                                                | Стенли Поуни                      |
| 40 | 2001 | АRTиШОК              | «ZIP-ZAP … и ни слова о метле»                                                   | пантомима                         |
| 41 | 2009 | ГАРТД им. Лермонтова | В. Еремин «Пожар в сумасшедшем доме во время наводнения»                         | Вадим                             |
| 42 | 2012 | ГАРТД им. Лермонтова | Э. Тейлор «Убийство по ошибке»                                                   | Пол Риггс                         |
| 43 | 2012 | ГАРТД им. Лермонтова | У. Шекспир «Король Лир»                                                          | Герцог Корнуэльский               |
| 44 | 2012 | ГАРТД им. Лермонтова | Р. Ибрагимбеков «Ищу партнера для нечастых встреч»                               | Он                                |
| 45 | 2012 | ГАРТД им. Лермонтова | Д. Исабеков «Сети дьявола» (Жизнь Михаила Булгакова)                             | Шиловский                         |
| 46 | 2012 | ГАРТД им. Лермонтова | Ж.-Б. Мольер «Тартюф»                                                            | Оргон                             |
| 47 | 2012 | ГАРТД им. Лермонтова | Е. Гришковец, А. Матисон «Дом»                                                   | Игорь                             |
| 48 | 2012 | ГАРТД им. Лермонтова | Э.-Э. Шмитт «Малые супружеские злодеяния»                                        | Жиль                              |
| 49 | 2013 | ГАРТД им. Лермонтова | Ф. Дюрренматт «Визит дамы»                                                       | Альфред Илл                       |
| 50 | 2013 | ГАРТД им. Лермонтова | М. Фермо «Двери хлопают»                                                         | отец                              |

## Фильмография
|    | Год       | Название                              | Роль                                   |
| -- | --------- | ------------------------------------- | -------------------------------------- |
| 1  | 1999-2000 | «Перекрёсток»                         | Никита Поляков, хирург (с 308-й серии) |
| 2  | 2003      | «Каждый взойдет на Голгофу»           |                                        |
| 3  | 2003      | «Свободная женщина-2»                 |                                        |
| 4  | 2008      | «Мустафа Шокай»                       | Вадим Чайкин                           |
| 5  | 2009      | «Братья»                              | сокамерник Куаныша                     |
| 6  | 2009      | «Кайрат-чемпион. Девственник № 1»     | Мадлен                                 |
| 7  | 2009      | «Обратная сторона»                    | Георгий Бойков                         |
| 8  | 2010      | «Жаным» (сериал)                      | партнер Манапова                       |
| 9  | 2010      | «Рывок»                               | врач                                   |
| 10 | 2010      | «Одно звено»                          |                                        |
| 11 | 2011      | «Два пистолета. Неуловимый бриллиант» | майор                                  |
| 12 | 2011      | «Жеруйык»                             | лейтенант НКВД                         |
| 13 | 2011      | «К вам едет доктор Ахметова» (сериал) | папа                                   |
| 14 | 2011      | «Солнечные дни»                       | «босс»                                 |
| 15 | 2012      | «Олимпиада грабителей»                | майор                                  |
| 16 | 2012      | «Одноклассники» (сериал)              | Жора                                   |
| 17 | 2012      | «Теряя невинность в Алма-Ате»         | Андрей                                 |
| 18 | 2013      | «Бауыржан Момышулы» (сериал)          | политрук Дордия                        |
| 19 | 2015      | «Аманат»                              | Юшков                                  |

## Режиссёрские работы
|    | Год  | Название                                  | Театр                                                               |
| -- | ---- | ----------------------------------------- | ------------------------------------------------------------------- |
| 1  | 2008 | А.Вампилов «Утиная охота»                 | ТЮЗ им. Сац                                                         |
| 2  | 2009 | К. Хиггинс «Гарольд и Мод»                | ТЮЗ им. Сац                                                         |
| 3  | 2009 | М. Бартенев «Счастливый Ганс»             | DTK                                                                 |
| 4  | 2010 | Братья Грим «Белоснежка»                  | ТЮЗ им. Сац                                                         |
| 5  | 2010 | Р. Куни «Слишком женатый таксист»         | ТЮЗ им. Сац                                                         |
| 6  | 2011 | Х. Бергер «Перебор»                       | DTK                                                                 |
| 7  | 2011 | А. Чехов «Медведь»                        | Государственный республиканский корейский театр музыкальной комедии |
| 8  | 2012 | Э.-Э. Шмитт «Малые супружеские злодеяния» | ГАРТД им. Лермонтова                                                |
| 9  | 2013 | Ж. Галсеран «Метод Гренхольма»            | DTK                                                                 |
| 10 | 2014 | А. Вампилов «Старший сын»                 | ГАРТД им. Лермонтова                                                |
| 11 | 2015 | Ф. Вебер «Ужин с дураком»                 | ГАРТД им. Лермонтова                                                |
| 12 | 2016 | Т. Уильямс "Трамвай "Желание"             | ГАРТД им. Лермонтова                                                |
| 13 | 2017 | Н. Кауард "Интимная Комедия"              | ГАРТД им. Лермонтова                                                |
| 14 | 2020 | К. Климовски "Мой Папа - Питер Пэн"       | ГАРТД им. Лермонтова                                                |